# Jared Jordan
Jared Ahern Jordan (* 14. Oktober 1984 in Hartford, Connecticut) ist ein ehemaliger US-amerikanischer Basketballspieler.

## Laufbahn
Jordan begann seine Karriere als Basketballspieler an der Kingswood Oxford School in West Hartford ab 2003 gehörte er zur Mannschaft des Marist College in Poughkeepsie. Dort spielte er bis 2007. Im selben Jahr wurde er beim NBA Draft 2007 von den Los Angeles Clippers ausgewählt. Im September 2007 wechselte er zu den New York Knicks. Zwei Monate später unterschrieb er einen Vertrag beim litauischen Verein BC Lietuvos Rytas in Vilnius. In der NBA-Sommerliga 2008 lief Jordan für die Phoenix Suns auf, anschließend wechselte er zu den Rio Grande Valley Vipers. Für die Golden State Warriors spielte Jordan in der NBA-Sommerliga 2009.
In der Saison 2009/2010 übernahm Jordan die Spielmacherposition bei den Telekom Baskets Bonn in der deutschen Basketball-Bundesliga. Sein Vertrag wurde für die Saison 2010/2011 allerdings nicht verlängert, er wechselte daraufhin nach Griechenland zu Kolossos Rhodos. Nach der Spielzeit 2010/2011 kehrte Jordan nach Deutschland zurück und unterschrieb bis 2013 erneut bei seinem früheren Verein, den Telekom Baskets Bonn. Im Sommer 2013 verlängerte Jordan seinen Vertrag in Bonn bis 2015.
Am 27. Februar 2014 wechselte Jared Jordan während der laufenden Saison zu Brose Baskets aus Bamberg, nachdem sein aktueller Vertrag bei Bonn unter Zahlung einer Ablösesumme aufgelöst wurde. Zur Saison 2014/2015 erhielt Jordan keinen neuen Vertrag in Bamberg. Jordan wechselte daraufhin erstmals nach Spanien und schloss sich Erstligist Gipuzkoa Basket Club an. Nach einer Saison in Spanien zog es ihn zurück nach Deutschland, wo er am 13. November 2015 bei den Tigers Tübingen eintraf. Er unterschrieb bei den Tigers vorerst einen Vertrag, welcher nur für die Hinrunde galt. Kurz vor Weihnachten 2015 wurde dieser bis Mitte 2017 verlängert.
Am 25. Februar 2017 setzte sich Jordan in der ewigen Bestenliste der Bundesliga in der Kategorie Korbvorlagen an die Spitze. Mit seinem 1458. Assist überholte Jordan den bisherigen Rekordhalter Dru Joyce, der auf 1457 Vorlagen kam. Er spielte bis zum Ende der Saison 2017/18 in Tübingen. In seinem letzten Jahr verpasste er mit der Mannschaft den Klassenerhalt. Anschließend blieb Jordan bis zum Januar 2019 vereinslos, als ihn der Bundesligist Gießen 46ers verpflichtete. Er bestritt bis zum Ende der Saison 2018/19 19 Bundesligaspiele für die Mittelhessen und erreichte dabei Mittelwerte von 7 Punkten und 7,8 Korbvorlagen je Begegnung.
In der Sommerpause 2019 wechselte er zum rumänischen Verein BC CSU Sibiu, für den er in der Saison 2019/20 spielte. Er beendete seine Laufbahn und wurde in West Hartford im US-Bundesstaat Connecticut als Immobilienmakler tätig.

## Erfolge und Auszeichnungen
- Allstar der Bundesliga: 2010, 2013 und 2014
- Bundesliga All-Second-Team: Saison 2011/12, 2013/14
- Bundesliga All-First-Team: Saison 2012/13